# 1584 en littérature
| Années de la littérature : 1581 - 1582 - 1583 - 1584 - 1585 - 1586 - 1587    |
| Décennies de la littérature : 1550 - 1560 - 1570 - 1580 - 1590 - 1600 - 1610 |

Cet article présente les faits marquants de l'année 1584 en littérature.

## Événements
- 14 février : Giordano Bruno défend l'hypothèse copernicienne au cours d'un banquet organisé en son honneur par les docteurs anglais le jour des Cendres[1].

## Parutions
- 7 avril : Pierre L'Huillier obtient le privilège d’imprimer à Paris La seconde Semaine ou Enfance du monde, poème de Guillaume du Bartas inspiré de l’Ancien Testament, achevé d'imprimer le 28 avril[2].
- 31 août : achevé d'imprimer pour Les vrais pourtraits et vies des hommes illustres grecz, latins et payens, recueilliz de leurs tableaux, livres, médalles antiques et modernes (9 volumes), d'André Thévet, publié chez la veuve Jacques Kerver et Guillaume Chaudière[3].

- Guðbrandsbiblía (en), traduction de la Bible en Islandais par l’évêque évangélique de Hólar Gudbrandur Thorláksson[4]. Il rédige également un recueil de psaumes (1589) et un volume d’homélies à l’usage des fidèles (1594)[5].
- Publication à Wittemberg de la Bible en slovène[4], traduite par Jurij Dalmatin (1547-1589), et de la première grammaire slovène de Adam Bohorič (1520-1600)[6].

- Giordano Bruno, philosophe et théologien italien, fait éditer à Londres ses dialogues intitulés Le Banquet des Cendres, De la cause, du principe et de l’unité et De l’Infini, de l'univers et des mondes[1].
- De constantia (« Traité de la constance »), de Juste Lipse, philologue et humaniste hollandais, est publié à Anvers[7].

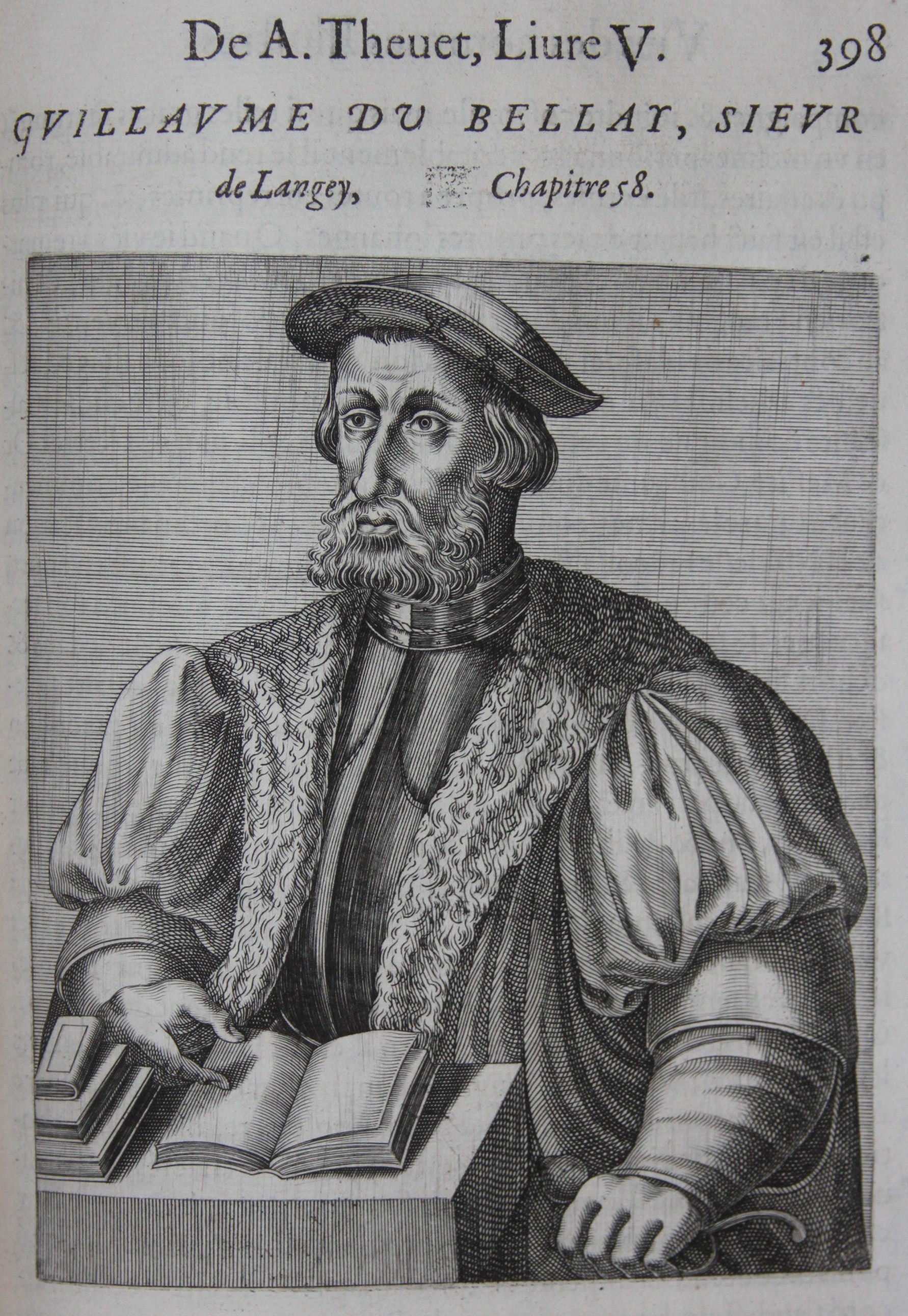
Guillaume du Bellay d’après Pourtraits et Vies des Hommes Illustres

- Tractatus universi juris, recueil de traités juridiques en 22 volumes de Franciscus Zilettus[8].

- La Première partie des subtiles et plaisantes inventions, ouvrage sur la magie de Jean Prevost, est publié à Lyon chez Antoine Bastide[9].
- The Discoverie of Witchcraft (« La Sorcellerie démystifiée »), essai de Reginald Scot, est publié à Londres[10].

## Théâtre
- L’Idropica , (« L’Hydropique »), comédie en prose est composée par Giovanni Battista Guarini, représentée pour la première fois en 1608 aux noces de François IV de Mantoue et de Marguerite de Savoie[11].
- Les Néapolitaines, comédie en prose de François d'Amboise, est publiée à Paris chez Abel l’Angelier[12].

## Naissances
- 1er mai : André Duchesne, historiographe et érudit français († 30 mai 1640).
- 3 novembre : Jean-Pierre Camus, romancier et théologien français († 25 avril 1652).